# Никопсия

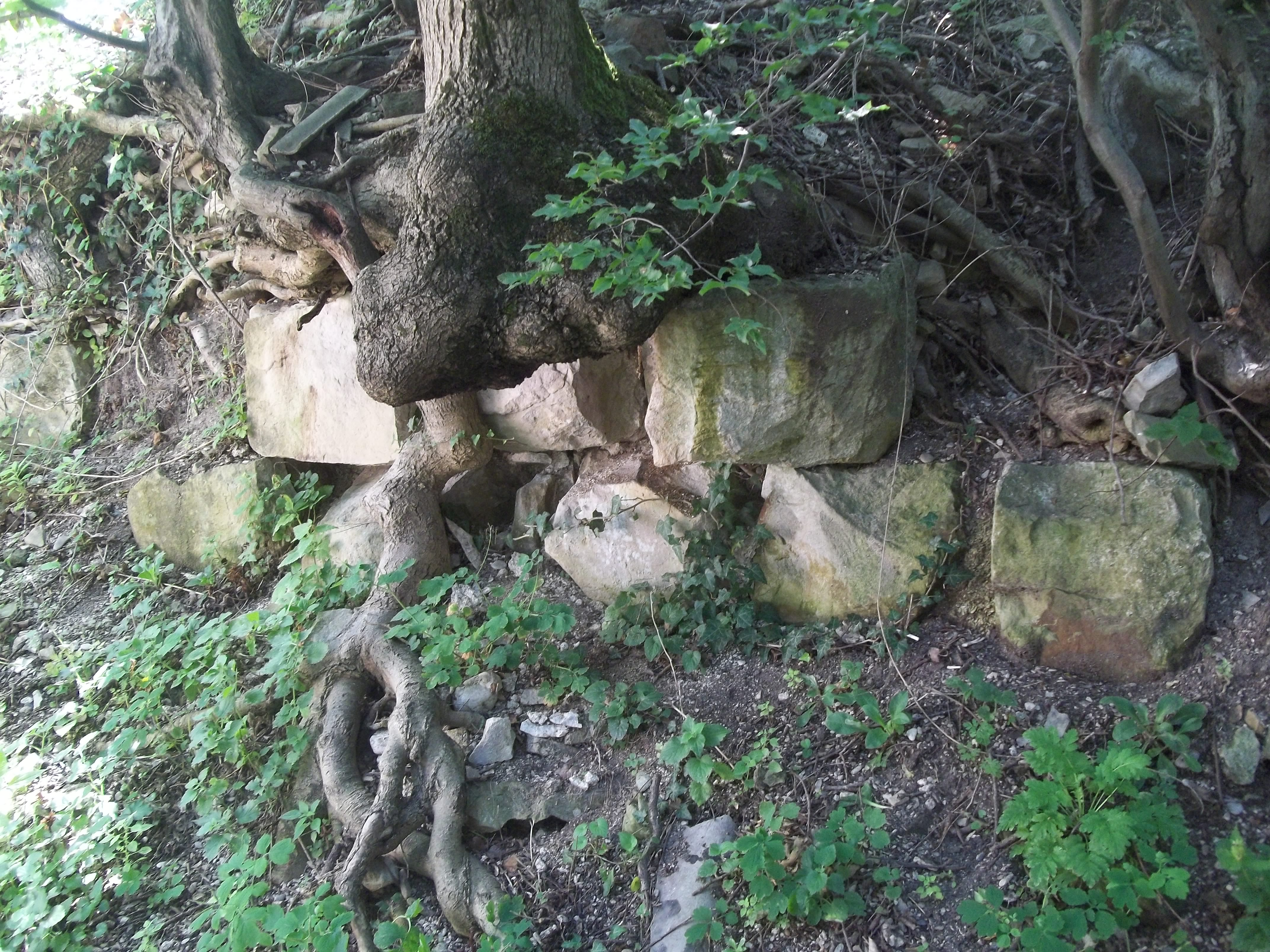
Руины крепости Дузу-Кале на мысе Бескровный — одно из укреплений древней Никопсии

Никопси́я (адыг. Ныджэпсыхъо, греч. Νικόψις, груз. ნიკოფსია) — раннесредневековый город V—VII веков на черноморском побережье Древней Зихии (Черкесии). Его принято отождествлять с останками крупной крепости в устье реки Нечепсухо, в 200 м от её впадения в Чёрное море, на территории нынешнего посёлка Новомихайловский Туапсинского района Краснодарского края. Никопсия фигурирует в средневековых греческих и грузинских источниках как византийский форпост. Центр христианства в регионе, известном как Зихия, Никопсис временами был византийским епископством и считался местом захоронения апостола Симона Кананита.

## Исторические данные
Никопсия была центром православной Зихийской (Никопской) епархии в подчинении Константинопольского патриархата, а также крупным паломническим центром Черкесии и соседней Абазгии, связанным с почитанием апостола Симона Кананита. Согласно житию, апостол в 55 году нашёл здесь смерть и был похоронен.
После ряда войн Византии с Персией, в целом для Византии неудачных, императору Юстиниану удалось в 562 году подписать договор, по которому Западный Кавказ отходил под влияние Византийской державы. Началось военное и культурное влияние Византии на Черноморское побережье Кавказа. Период наиболее сильного прямого византийского влияния на Черноморском побережье Кавказа продолжался с VI до начала VIII века. 
В XI—XIII веках в Грузии происходит культурный подъём. Это время Давида Строителя (1089—1125), время дальнейшего активного строительства храмов как в Грузии, так и в Причерноморье. Грузинские царица Тамара (1184—1212), а позже и её приемник — Русудан (1212—1227), пытались упрочить своё влияние среди адыгов распространением христианства. Имя царицы Тамары было необычайно популярно среди всех горцев Кавказа. Некоторая часть адыгов в религиозном отношении была подчинена Грузинской церкви.
В Грузинском источнике XIII века упоминается, что владения Вардана Дадиани доходили до Никопсии.
С ослаблением Византийской империи, в регионе на несколько веков усилилось влияние католиков из итальянских республик (в частности генуэзцев), которые также активно занимались миссионерской деятельностью среди местных адыгов. Крепость же находящееся на месте современного посёлка Новомихайловский, на итальянских картах отмечалась как — Маура Джихия.
В адыгских преданиях Никопсия — родина национального героя и верховного князя Инала.
В конце XV века Северное Причерноморье было покорено Османской Империей, установившей своё господство в этом регионе почти на четыре века. Из-за стратегически важного расположения Никопсии, на остатках древних оборонительных сооружений была основана турецкая крепость — Дузу-Кале.

## Материальные свидетельства
На территории крепости Никопсис в устье реки Нечепсухо (налицо родство топонимов), найдены остатки раннесредневекового христианского храма. Вероятно, в сферу влияния Никопской крепости входили ещё два укрепления, осуществлявшие оборону крепости со стороны гор и со стороны моря. Один из них находился в долине той же реки, в 1 км от устья. В ней также обнаружены остатки базилики. Второй находился на мысе Бескровный (у побережья современного посёлка Новомихайловский). Некоторые сооружения Никопсии использовались и в классическое средневековье (XIII—XV века).

## Иные версии местонахождения
В российской и грузинской историографии обычно локализируют город на месте современного посёлка Новомихайловский, чуть севернее Туапсе, тогда как в абхазской историографии и работах церковных авторов представлена иная точка зрения — о локализации Никопсии на месте древней Анакопии (крепость в районе города Новый Афон).
Долгое время версия, отождествлявшая Никопсию с нынешним Новым Афоном, была преобладающей. В настоящее время это утверждение считается маловероятным, так как Абазгийская епархия была отдельной епархией Константинопольского Патриархата, с кафедральным центром в городе Севастополисе (современный Сухум).
Ю. Н. Воронов выдвинул гипотезу о локализации Никопсии в X века между современными курортами Гагра и Адлер. При этом он опирался на текст трактата «Об управлении империей»:

…За Таматархой, в 18 или 20 милях, есть река по названию Укрух, разделяющая Зихию и Таматарху, а от Укруха до реки Никопсис, на которой находится крепость, одноимённая реке, простирается страна Зихия. Её протяженность 300 миль… Побережье от пределов Зихии, то есть от реки Никопсиса, составляет страну Авасгию — вплоть до крепости Сотириуполя. Она простирается на 300 миль.